# تاريخ الراج البريطاني
بعد الحرب الأولى من أجل استقلال الهند، تولت الحكومة البريطانية الإدارة لتأسيس الراج البريطاني.
يشير الراج البريطاني إلى فترة الحكم البريطاني لشبه القارة الهندية بين عامي 1858 و1947. وقد وُضع نظام الحكم في عام 1858 عندما نُقل حكم شركة الهند الشرقية إلى التاج ممثلًا بشخص الملكة فيكتوريا (التي أصبحت إمبراطورة الهند في عام 1876).
استمرت فترة الراج البريطاني حتى عام 1947، عندما قُسمت المقاطعات البريطانية في الهند إلى دولتي دومينيون (دول مستقلة من دول الكومنولث البريطاني): دومينيون الهند ودومينيون باكستان، وتُركت الولايات الأميرية للاختيار فيما بينهما. قررت معظم الولايات الأميرية الانضمام إلى دومينيون الهند أو دومينيون باكستان، باستثناء ولاية جامو وكشمير. لم توافق جامو وكشمير على توقيع «وثيقة الانضمام» إلى الهند إلا في اللحظة الأخيرة. أصبحت الدولتان الجديدتان فيما بعد جمهورية الهند وجمهورية باكستان الإسلامية (النصف الشرقي منها، فيما بعد، أصبح جمهورية بنغلاديش الشعبية). أصبحت مقاطعة بورما الواقعة في المنطقة الشرقية من الإمبراطورية الهندية مستعمرة منفصلة في عام 1937 واستقلت في عام 1948.
كانت شركة الهند الشرقية شركة مساهمة إنجليزية ولاحقًا بريطانية. تأسست بهدف التجارة في منطقة المحيط الهندي، في البداية للتجارة مع سلطنة مغول الهند والهند الشرقية، ثم مع إمبراطورية تشينغ الصينية. وانتهى الأمر بالشركة إلى السيطرة على أجزاء كبيرة من شبه القارة الهندية، واستعمرت أجزاء من جنوب شرق آسيا، وهونغ كونغ بعد حرب مع إمبراطورية تشينغ الصينية.

## التأثيرات على الاقتصاد
في النصف الأخير من القرن التاسع عشر، كان لكل من الإدارة المباشرة للهند من قبل التاج البريطاني والتغير التكنولوجي الذي بشرت به الثورة الصناعية تأثير متشابك بشكل وثيق بين اقتصادي الهند وبريطانيا العظمى. في الواقع، فإن العديد من التغييرات الرئيسية في النقل والاتصالات (التي ترتبط عادةً بالحكم الملكي للهند) قد بدأت بالفعل قبل العصيان. منذ أن تبنى دالهاوسي التغيير التكنولوجي الذي كان يتنامى في بريطانيا العظمى، شهدت الهند أيضًا تطورًا سريعًا لجميع هذه التقنيات. بُنيت السكك الحديدية والطرق والقنوات والجسور بسرعة في الهند، وأسست وصلات التلغراف بسرعة متساوية حتى يمكن نقل المواد الخام، مثل القطن، من المناطق الداخلية في الهند بشكل أكثر كفاءة إلى الموانئ، مثل بومباي، للتصدير لاحقًا إلى إنجلترا. وبالمثل، نُقلت البضائع الجاهزة من إنجلترا مرة أخرى بنفس الكفاءة، لبيعها في الأسواق الهندية المزدهرة. في بريطانيا تحمل المستثمرون من القطاع الخاص مخاطر السوق لتطوير البنية التحتية، لكن في الهند، كان دافعو الضرائب - المزارعون وعمال المزارع بشكل أساسي - هم الذين تحملوا هذه المخاطر، والتي بلغت في النهاية 50 مليون جنيه إسترليني. على الرغم من هذه التكاليف، كان عدد العمالة الماهرة من الهنود قليلًا جدًا. وبحلول عام 1920، مع مرور 60 عامًا على بناء السكك الحديدة، كان الهنود يشغلون 10 في المئة فقط من «المناصب العليا» في السكك الحديدية.
أدى اندفاع التكنولوجيا أيضًا إلى تغيير الاقتصاد الزراعي في الهند: بحلول العقد الأخير من القرن التاسع عشر، جرى تصدير جزء كبير من بعض المواد الخام - ليس فقط القطن، ولكن أيضًا بعض الحبوب الغذائية - إلى الأسواق الخارجية. ونتيجة لذلك، فقد العديد من صغار المزارعين، المعتمدين على أهواء تلك الأسواق، الأراضي والحيوانات والمعدات لصالح المقرضين. والأكثر دلالة، أن النصف الأخير من القرن التاسع عشر شهد أيضًا زيادة في عدد المجاعات الكبيرة في الهند. على الرغم من أن المجاعات لم تكن جديدة على شبه القارة الهندية، إلا أنها كانت أكثر شدة، ومات فيها عشرات الملايين، وقد ألقى العديد من النقاد، من البريطانيين والهنود، اللوم على الإدارات الاستعمارية المتثاقلة.
فيما يتعلق بالآثار الطويلة الأمد على الاقتصاد بسبب الراج البريطاني، فإن التأثير ينبع في الغالب من الاستثمار غير المنتظم لمناطق البنية التحتية. يشرح سايمون كاري كيف كان الاستثمار في المجتمع الهندي «مركّزًا بشكل ضيق» وسعى إلى نمو نقل البضائع والعمال. لذلك شهدت الهند منذ ذلك الحين تطورًا اقتصاديًا متفاوتًا للمجتمع. مثلًا، يُفسر أسيموجلو وآخرون (2001) كيف أن عدم قدرة مناطق معينة من الريف في الهند على التعامل مع المرض والمجاعة يوضح بشكل أفضل هذا التطور غير المتكافئ للأمة. يشير كاري أيضًا إلى أن التأثير الدائم للراج البريطاني هو تحول الهند إلى اقتصاد تجاري زراعي. ومع ذلك، منذ ظهور التكنولوجيا في القرن العشرين، تمكنت الهند من أن تصبح دولة رائدة في إنتاج التكنولوجيا، إذ توظف شركات مثل خدمات استشارات شركة تاتا لتكنولوجيا المعلومات 470 ألف شخص في أكثر من 50 دولة، ومجموعة تاتا التي توظف عائدًا سنويًا قدره 113 مليار دولار أمريكي، ما يجعلها أكبر مزود لخدمات تكنولوجيا المعلومات في العالم. لذلك، استفادت بعض مناطق الهند، وخاصة في المناطق الحضرية الغنية، من إرث الراج البريطاني على المدى الطويل بسبب تحول الثقافة الاقتصادية الهندية إلى اقتصاد قائم على الإنتاج. ومع ذلك، فقد عانى غالبية المجتمع الهندي من تأثير سلبي للراج البريطاني، خاصة في المناطق الريفية والضواحي، نظرًا لتركيز الاستثمار في النقل مثل السكك الحديدية والقنوات بدلًا من الرعاية الصحية والتعليم الابتدائي.

## بدايات الحكم الذاتي
اتخذت الخطوات الأولى نحو الحكم الذاتي في الهند البريطانية في أواخر القرن التاسع عشر مع تعيين مستشارين هنود لتقديم المشورة إلى نائب الملك البريطاني وإنشاء مجالس مقاطعات من أعضاء هنود؛ وسّع البريطانيون لاحقًا المشاركة في المجالس التشريعية مع قانون المجالس الهندية عام 1892. ثم تأسست مجالس البلدية ومجالس المقاطعات للإدارة المحلية؛ وكان من بينهم أعضاء هنود منتخبون.
في قانون المجالس الهندية لعام 1909 - المعروف أيضًا باسم إصلاحات مورلي - مينتو (كان جون مورلي وزير الدولة للهند، وغيلبرت إليوت، رابع إيرل لمينتو، نائبًا للملك) - أُعطي الهنود أدوارًا محدودة في الهيئات التشريعية المركزية والإقليمية، المعروفة كمجالس تشريعية. كان الهنود قد عُينوا في السابق في المجالس التشريعية، ولكن بعد الإصلاحات، انتُخب بعضهم لها. في المركز، استمر غالبية أعضاء المجلس في كونهم مسؤولين تعينهم الحكومة، ولم يكن نائب الملك مسؤولًا بأي حال من الأحوال أمام الهيئة التشريعية. وعلى مستوى المقاطعات، فاق عدد الأعضاء المنتخبين، إلى جانب المعينين غير الرسميين، عدد المسؤولين المعينين، لكن لم تؤخذ مسؤولية الحاكم أمام الهيئة التشريعية بعين الاعتبار. أوضح مورلي في تقديم التشريع إلى البرلمان البريطاني أن الحكم الذاتي البرلماني لم يكن هدف الحكومة البريطانية.
كانت إصلاحات مورلي - مينتو علامة فارقة. خطوة بخطوة، قُدم المبدأ الاختياري للعضوية في المجالس التشريعية الهندية. لكن «الناخبين» اقتصروا على مجموعة صغيرة من الهنود من الطبقة العليا. وأصبح هؤلاء الأعضاء المنتخبون على نحو متزايد «معارضة» «للحكومة الرسمية». وتوسع عدد ناخبي البلديات في وقت لاحق إلى مجتمعات أخرى وجعلوا الدين عاملًا سياسيًا للميل الهندي نحو الهوية الجماعية.